# La Folie de Dieu
La Folie de Dieu (titre original : « La Locura de Dios ») est un roman de science-fiction de Juan Miguel Aguilera, paru en 1998.
Le roman a obtenu le Prix Bob-Morane 2002 (section « meilleur Roman étranger ») et le Prix Imaginales 2002 (section « meilleur Roman étranger »).
Le titre est une citation de la Première épître aux Corinthiens de Saint Paul, chapitre 1, verset 25 : « Car la folie de Dieu est plus sage que les hommes, et la faiblesse de Dieu est plus forte que les hommes ».
Le roman évoque la tentative du théologien Ramon Llull, au début du XIVe siècle, d'accéder au mythique royaume du prêtre Jean.

## Publications
Le roman est paru en langue espagnole en 1998.
Il a été publié en langue française en octobre 2001, chez l'éditeur Au diable vauvert avec une traduction d'Agnès Naudin et une couverture d'André Juillard.
Il est paru en langue portugaise sous le titre « A Loucura de Deus ».

## Résumé

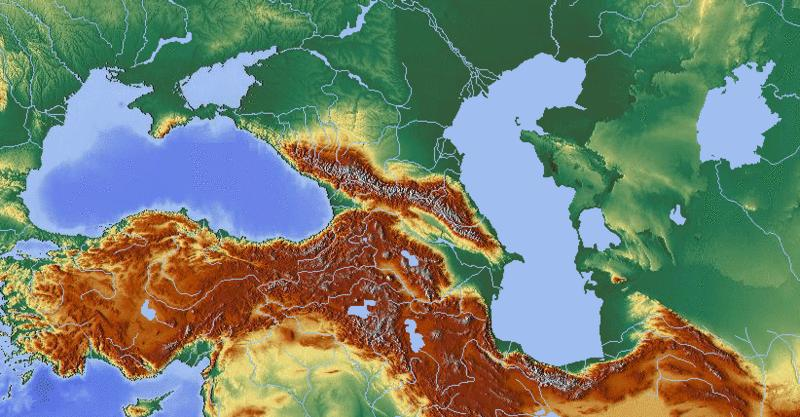
Lieux du roman : l'Asie mineure, depuis Constantinople jusqu'à la mer d'Aral.

Le roman est divisé en plusieurs chapitres, précédés d'un prologue (« Incipit ») et suivis d'un épilogue (« Peroratio »).
L'auteur le dédie « à ma sœur Maria-Carmen ».
- Incipit

Dans l'édition parue chez le Diable Vauvert, le récit est raconté en pages 9 à 18.
Le 4 avril 1348, le prêtre Nicolau Eimeric rend visite à son vieux maître, frère Geronimo, qui est victime de la peste noire et qui a souhaité le revoir avant de mourir. Le vieux moine lui montre un parchemin daté de 1312 montrant que le roi de Majorque Sancho avait alors ordonné à frère Geronimo d'aider la Sainte Inquisition à enquêter sur Ramon Llull.  Accompagnant d'autres inquisiteurs, frère Geronimo avait rencontré le « docteur illuminé ». Ce dernier leur avait relaté ce qu'il avait vécu d'étrange durant l'un de ses voyages.
- Principia relativa

Dans l'édition parue chez le Diable Vauvert, le récit est raconté en pages 19 à 89.
Alors que les croisés ont été boutés hors de Terre sainte quelques années auparavant et que le faible empire romain d'Orient est dirigé par Andronic II Paléologue, Ramon Llull, à Constantinople, fait la connaissance de l'imposant Roger de Flor, chef d'une troupe de mercenaires catalans, appelés Almogavars. Le chef de guerre s'est donné pour but de retrouver le royaume du prêtre Jean et propose à Ramon Llull de l'accompagner. La dernière nouvelle le concernant remonte à 1175, lorsque ce prêtre avait envoyé un courrier à l'empereur. 
Quelques semaines après, Roger de Flor se marie avec la princesse dona Maria. La nuit de noces est marquée par un conflit sanglant qui oppose les Catalans almogavars et des troupes génoises ; le massacre est évité de justesse.
Les Catalans embarquent sur leurs navires et longent les côtes d'Anatolie. La guerre opposant les Grecs et les Turcs vient de se ranimer, et des combats s'engagent. Roger de Flor met le siège devant Magnésie et est certain que la ville va bientôt être reprise aux Turcs. Mais un messager arrive : Andronic ordonne à Roger de lever le siège et de diriger ses troupes, non pas vers l'Est, mais vers l'Ouest en Bulgarie. Roger comprend que l'empereur craint qu'une victoire militaire pourrait obérer le prestige de l'empereur et que ce dernier le craint.
Roger ne peut qu'obtempérer et demande à Ramon Llull de continuer sans lui la recherche du royaume du prêtre Jean. Il lui prêtera trois cents hommes et la compagnie sera déguisée en caravane marchande. Ramon accepte.
- Vitia

Dans l'édition parue chez le Diable Vauvert, le récit est raconté en pages 90 à 293.
De l'étude de diverses ruines visitées en Asie mineure, évoquant la « cité dans le désert de cristal », Ramon obtient la certitude que le royaume du prêtre Jean se trouve sur une certaine latitude. Ignorant la longitude du lieu mythique recherché, il n'y aurait donc d'autre moyen que suivre la même latitude, grâce à un astrolabe.
La caravane se met à suivre l'antique route des Indes. Ils avancent de plus en plus loin en terre inconnue.
Alors qu'ils arrivent à une cité de laquelle des barbares, de véritables « créatures bestiales », ont tué toute la population turque, ils y découvrent Ali Ahmed, qu'ils emmènent avec eux. Plus tard ils croisent la route de Tartares asiatiques. Ils reconnaissent en Ahmed l'un de leurs ennemis. Ramon se propose de racheter Ahmed auprès du chef des Tartares. Mené devant le grand chaman, il y découvre des choses inattendues : le chaman est possédé par l'Esprit du Mal. Ramon s'échappe, revient au camp et fait délivrer les prisonniers turcs. L'un d'eux, Ibn-Abdallah, un cadi, se montre reconnaissant. Il leur explique qu'il ne faut pas confondre les Tartares et les « créatures bestiales », et leur indique le chemin pour se rendre à la mer Caspienne puis à la mer d'Aral.
- Virtutes

Dans l'édition parue chez le Diable Vauvert, le récit est raconté en pages 295 à 375.
- Subjecta

Dans l'édition parue chez le Diable Vauvert, le récit est raconté en pages 377 à 474.
- Principia absoluta

Dans l'édition parue chez le Diable Vauvert, le récit est raconté en pages 475 à 524.
- Peroratio

Dans l'édition parue chez le Diable Vauvert, le récit est raconté en pages 525 à 529.
Une fois frère Geronimo décédé, Nicolau Eimeric relit tous les documents laissés par le vieux moine. Nicolau estime en conscience qu'il doit détruire ces documents, ce qu'il fait immédiatement. Après 1348, devenu Inquisiteur général, Nicolau passera le restant de sa vie à détruire les manuscrits de Ramon Llull et à pourchasser ses disciples.